# Samal-e Shomālī
Samal-e Shomālī (persiska: سمل شمالی, سَمَل) är en ort i Iran.   Den ligger i provinsen Bushehr, i den centrala delen av landet, 700 km söder om huvudstaden Teheran. Samal-e Shomālī ligger 72 meter över havet och antalet invånare är 829.
Terrängen runt Samal-e Shomālī är platt åt nordväst, men åt sydost är den kuperad. Terrängen runt Samal-e Shomālī sluttar västerut. Runt Samal-e Shomālī är det ganska glesbefolkat, med 40 invånare per kvadratkilometer. Närmaste större samhälle är Borāzjān, 18,1 km norr om Samal-e Shomālī. Trakten runt Samal-e Shomālī är ofruktbar med lite eller ingen växtlighet.